# Fonó Renée
Fonó Renée, született Obersohn Renée (Vukovár, 1908. december 19. – Budapest, 1975. október 18.) orvos, gyermekgyógyász, radiológus, az orvostudományok doktora (1972).

## Élete
Obersohn Sámuel (1875–1933) kereskedő és Gottlieb Róza lányaként született zsidó családban. Apai nagyapja Gottlieb Albert vukovári községi orvos volt. Tanulmányait a pécsi Erzsébet Tudományegyetemen végezte, ahol 1938-ban szerezte meg orvosi oklevelét. 1938–1940-ben az Állami Gyermekmenhelyen, 1940-től a Szent László Kórházban, majd a Madarász utcai Kórházban dolgozott. 1942-ben gyermekgyógyászati szakképesítést szerzett. 1945-ben került Petényi Géza professzorhoz a Fehérkereszt Kórházba, a későbbi II. számú Gyermekklinikára mint egyetemi tanársegéd, majd 1952-től 1974-ig egyetemi docens. Tudományos munkásságával 1956-ban elnyerte az orvostudományok kandidátusa címet, majd hat évvel később megkapta az orvostudományok doktora címet is. 1966-ban megszerezte a röntgenszakorvosi képesítést. Tagja volt számos hazai és külföldi társaságnak. 1974-től a Gyermekklinika szaktanácsadója volt, s ugyanebben az évben az Európai Gyermekkardiológiai Társaság elnökségi tagjai közé választották. Közel száz tudományos közleménye, több könyve, illetve jegyzete jelent meg.
Kutatási területe a hospitalizáció, az agyhártyagyulladás, a csontfejlődési rendellenességek, a veleszületett szívhibák és ezek műtéti megoldásai voltak. Az elsők között végzett hazánkban extrakorporális keringéssel szívműtéteket gyermekeken.
Férje Fonó (Fischer) László (1892–1975) részvénytársasági elnök volt, akihez 1924. július 7-én Vukováron ment nőül. Három nap különbséggel hunytak el.

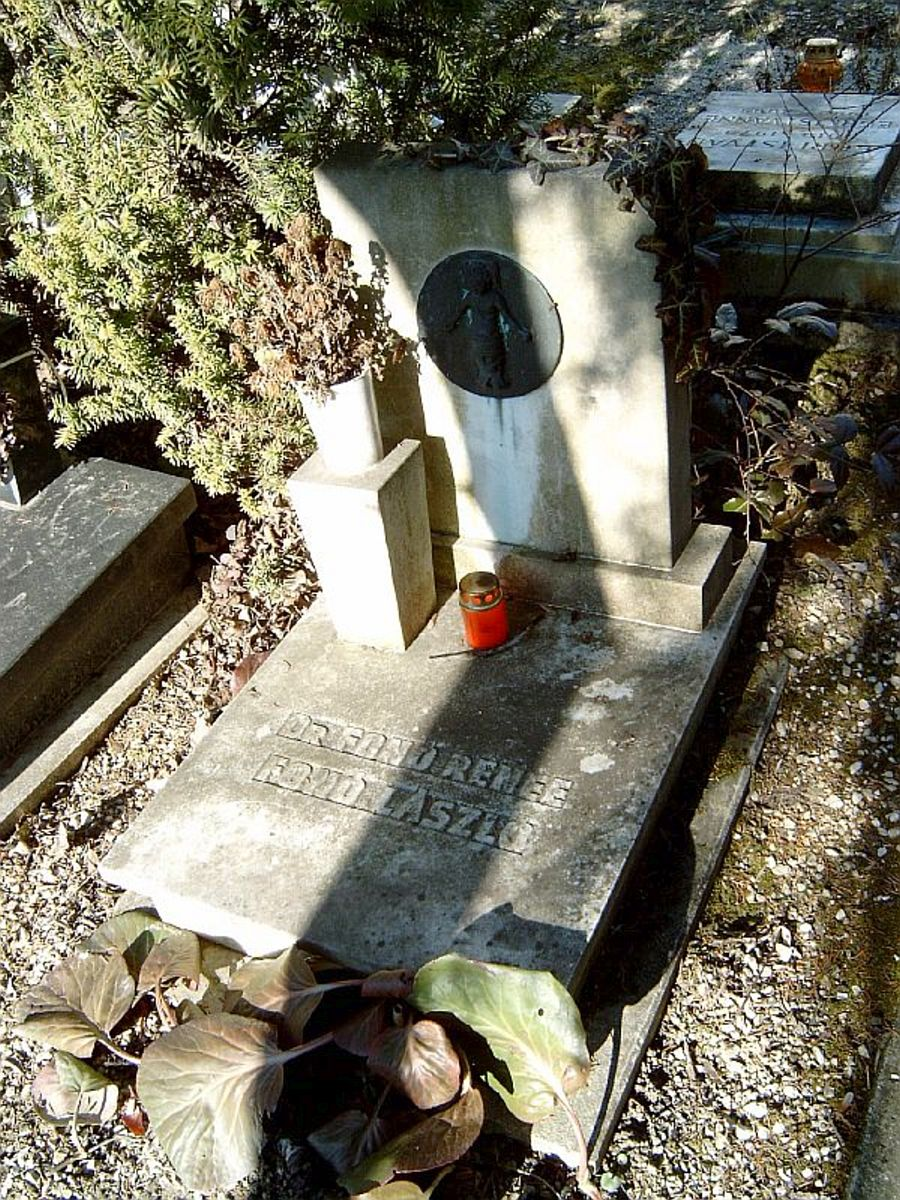
Sírja a Farkasréti temetőben (23/1-1-210)

A Farkasréti temetőben nyugszik.

## Főbb művei
- Tuberculosis miliaris és meningitis tuberculosa kezelése streptomycinnel (Budapest, 1948)
- Ductus Botalli persistens operált esete (Littmann Imrével, Budapest, 1949)
- A szív és a nagyerek veleszületett fejlődési rendellenességeiről (Budapest, 1949)
- Hypertrichosis streptomycin kezelés kapcsán (Budapest, 1949)
- A szív és a nagyerek veleszületett fejlődési rendellenességei (Littmann Imrével, Budapest, 1951, 2. átdolgozott kiadás: Budapest, 1955)
- Gabonapor által okozott pneumokoniozis (Budapest, 1959)
- Die angeborene Fehler des Herzens und des grossen Gefässe (Littmann Imrével, Budapest, 1962)
- Hypervolaemia és hypersalaemia cyanotikus, congenitalis vitiumos gyermekeken (Büky Bélával és Miltényi Miklóssal, Orvosi Hetilap, 1962)
- A csípőizületi dysplasiáról (Budapest, 1963)
- A veleszületett szívhibák Magyarországon (Littmann Imrével, Budapest, 1964)

## Emlékezete
- Fonó Renée-emlékérem. Évenkénti váltásban, a Kuratórium döntése alapján arra érdemes fővárosi, illetve vidéki gyermekkardiológusnak adják át.

## Díjai, elismerései
- Kiváló Orvos (1950)
- Munka Érdemrend ezüst fokozata (1974)